# 屯里镇 (临汾市)
屯里镇，是中华人民共和国山西省临汾市尧都区下辖的一个乡镇级行政单位。

## 行政区划
屯里镇下辖以下地区：
韩村、东芦村、梁村、沟上村、贾村、屯里村、东张堡村、西张堡村、北焦堡村、东高河村、西高河村和西芦村。